# Валяев, Сергей Валентинович
Серге́й Валенти́нович Валя́ев (укр. Сергій Валентинович Валяєв; род. 16 сентября 1978, Макеевка, Донецкая область) — украинский футболист, полузащитник. После завершения карьеры работает тренером.

## Биография

### Клубная карьера
С 2005 года по 2012 год выступал за харьковский «Металлист». В июле 2012 года подписал контракт с ужгородской «Говерлой-Закарпатье». В составе команды провёл всего 1 матч. 24 июля 2012 года было объявлено о подписании контракта Валяева с киевским «Арсеналом». В конце августа 2013 года перешёл в харьковский «Гелиос», который выступает в Первой лиге Украины. Дебютировал за харьковчан 31 августа 2013 года, в матче против охтырского «Нефтяника-Укрнефть». В ноябре 2013 года покинул харьковский клуб.

### Карьера в сборной
За сборную Украины сыграл 3 матча, забил 1 гол. Дебютировал 19 ноября 2008 года в товарищеском матче против Норвегии. Первый гол забил 10 февраля 2009 года в товарищеском матче со сборной Словакии, открыв счёт на десятой минуте игры.
Последний раз в сборной играл против Англии, на стадионе «Уэмбли», 1 апреля 2009 года. Вышел в стартовом составе в числе трёх опорных полузащитников. Был заменён на 61 минуте на флангового полузащитника Назаренко, Украина на тот момент проигрывала с минимальным счётом. В 2010 году решил прекратить участвовать в сборной в связи с состоянием здоровья.

### Карьера тренера
Во время зимнего перерыва сезона 2015/16 стал главным тренером клуба «Никополь-НПГУ». В мае 2018 года назначен главным тренером клуба «Металлист 1925», но уже 11 сентября того же года был отстранён от исполнения обязанностей.

## Достижения
- Бронзовый призёр чемпионата Украины (7): 2000/01, 2006/07, 2007/08, 2008/09, 2009/10, 2010/11, 2011/12